# علي جراغ
علي فاضل جراغ، مواليد (1996-)، لاعب كرة قدم كويتي ولاعب المنتخب الكويتي الأولمبي ونادي القادسية الكويتي ويلعب بمركز حارس مرمى .

## مسيرته وبدايته الرياضية
ولد اللاعب علي فاضل جراغ بالكويت بتاريخ 25 مارس 1996 ، وأنهي مراحله التعليميه حتي بلغ جامعة الكويت ليتخرج من كلية التربية الاساسية بوظيفة معلم تربية بدنية ، واثناء دراسته التعليمية إنضم الي فريق الاشبال في النادي العربي عام 2006 وتدرج بالمراحل السنة حتي وصل الفريق الاول سنة 2016 حتي 2018 والذي تم اعارته الي نادي كاظمة الرياضي وما إنتهت مدة إعارته حتي عاد الي ناديه السابق العربي موسم (2020 - 2021) وحقق معهم الدوري الكويتي.

## إحترافه في اسبانيا
في مارس 2022 أعلن الحارس علي جراغ إنضمامه لفريق الماغرو (Almagro C.F) الإسباني المنافس بالدرجة الرابعة الاسبانية، ولعب معهم سبعة أشهر كحارس أساسي ، علما بأنه قد خرج في رحلة إحتراف أوروبية ، ليتمكن من منحه بطاقته الدولية، بعيدا عن موافقة ناديه السابق العربي.

## إنتقاله الي نادي القادسية الكويتي
في منتصف عام 2022 تعاقد نادي القادسية الكويتي مع الحارس علي جراغ ، حيث وقع اللاعب على عقد حتي عام 2027 للدفاع عن عرين مرمي القادسية ، وحقق معهم حتي الآن كأس الاتحاد الكويتي في موسم 2022 - 2023.